# Nicoletta (Hündin)
Nicoletta (* um 2005; † Mai 2019 in Panza, Insel Ischia) war eine italienische Hündin, die – ebenso wie der japanische Hund Hachikō – als Inbegriff der Treue gilt.

## Leben
Nicoletta wurde im Laufe der Jahre bekannt, weil sie nach dem Tode ihres Herrchens – einem nach Ischia ausgewanderten Deutschen namens Alfred – am 29. Januar 2009 einen großen Teil ihres Lebens auf dem Friedhof von Panza am Grab von Alfred verbracht hatte. Mehr als zehn Jahre lang hielt sie ihrem verstorbenen Herrchen die Treue und wurde von Anwohnern mit Futter und Wasser versorgt. Sogar eine kleine Hundehütte war für sie auf dem Friedhof errichtet worden. Als sie gegen Ende ihres Lebens von einem Tumor geplagt wurde und sich kaum noch bewegen konnte, wurde sie von Enrico Mattera – der in der Nähe des Friedhofs ein Hotel betreibt und immer wieder mal nach der Hündin sah – zum Tierarzt gebracht, der Unheilbarkeit diagnostizierte und das Tier einschläfern musste.

## Statue
Nach Nicolettas Tod gab Enrico Mattera gemeinsam mit 2 anderen Personen den Auftrag an den Bildhauer und Maler  Ambrogio Castaldi, eine Statue für das verstorbene Tier zu schaffen, die am Vormittag des 30. August 2019 am Eingang des Friedhofs aufgestellt wurde. An der Statue befindet sich eine Gedenktafel mit den Worten: In ricordo di Nicoletta, dolce cagnolina che non ha mai lasciato la tomba del suo padrone dando agli umani una lezione di fedeltà e amore. (italienisch für: Zum Gedenken an Nicoletta, eine süße Hündin, die das Grab ihres Besitzers nie verließ und den Menschen eine Lektion in Treue und Liebe erteilte.).